# Oscar dla najlepszego aktora pierwszoplanowego

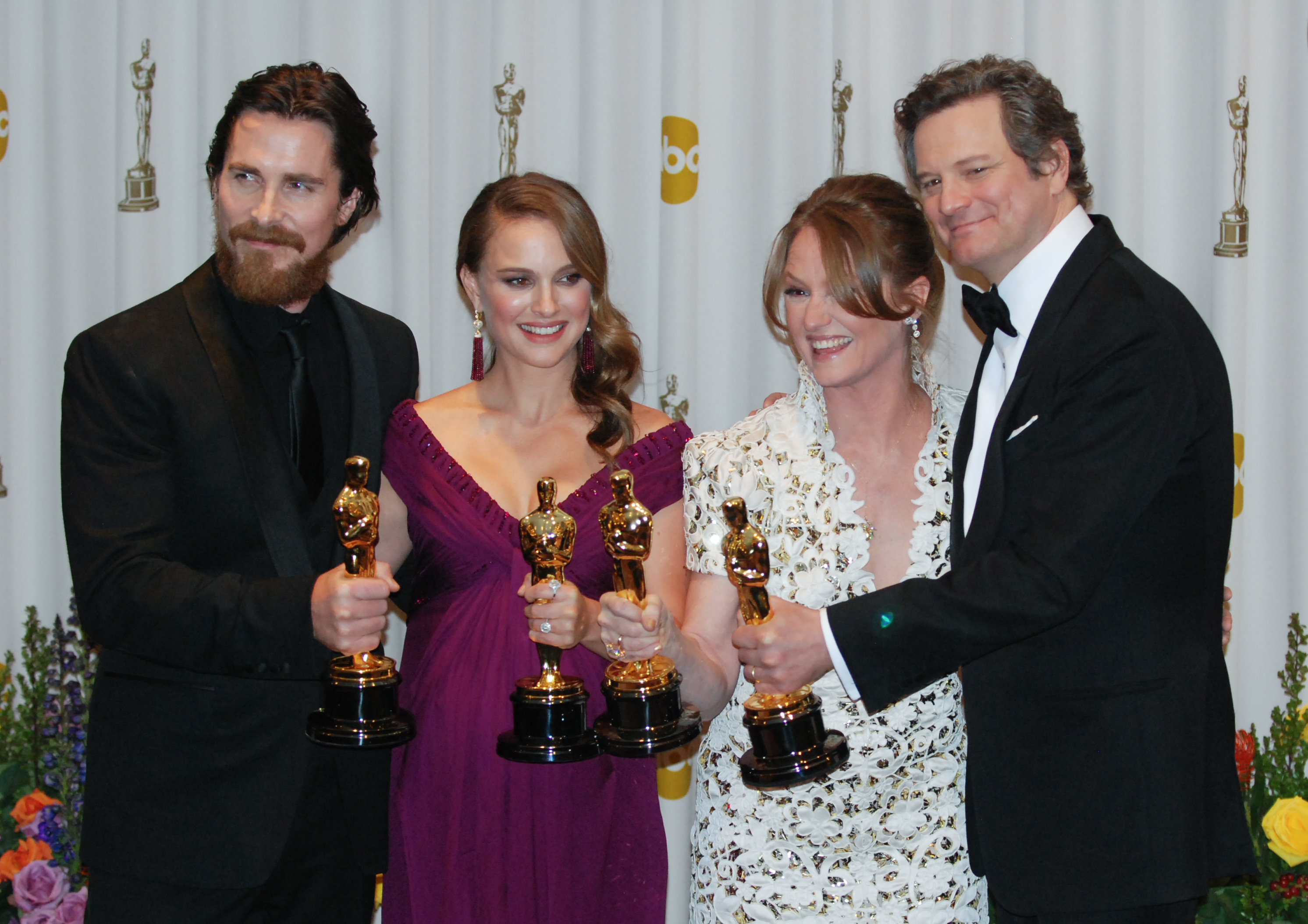
Laureaci Oscarów na 83. ceremonii, od lewej: Christian Bale, Natalie Portman, Melissa Leo, Colin Firth (2011)

Oscar dla najlepszego aktora pierwszoplanowego (The Academy Award for Best Actor) – nagroda przyznawana aktorom, pracującym w przemyśle filmowym, przez Amerykańską Akademię Sztuki i Wiedzy Filmowej; nominacje są przyznawane przez aktorów i aktorki – członków Akademii. Zwycięzcy są wybierani przez wszystkich jej członków.

## Ranking
| Ranking                                                    | Najlepszy aktor pierwszoplanowy  | Najlepszy aktor pierwszoplanowy | Najlepszy aktor drugoplanowy                                  | Najlepszy aktor drugoplanowy |
| ---------------------------------------------------------- | -------------------------------- | ------------------------------- | ------------------------------------------------------------- | ---------------------------- |
| Aktor z największą liczbą nagród                           | Daniel Day-Lewis                 | 3                               | Walter Brennan                                                | 3                            |
| Aktor z największą liczbą nominacji                        | Spencer Tracy i Laurence Olivier | 9                               | Walter Brennan, Claude Rains, Arthur Kennedy i Jack Nicholson | 4                            |
| Aktor z największą liczbą nominacji (bez zdobytej nagrody) | Peter O’Toole                    | 8                               | Claude Rains i Arthur Kennedy                                 | 4                            |
| Najstarszy laureat                                         | Anthony Hopkins                  | 83 lata                         | Christopher Plummer                                           | 83 lata                      |
| Najstarszy nominowany                                      | Anthony Hopkins                  | 83 lata                         | Christopher Plummer                                           | 83 lata                      |
| Najmłodszy laureat                                         | Adrien Brody                     | 29 lat                          | Timothy Hutton                                                | 20 lat                       |
| Najmłodszy nominowany                                      | Jackie Cooper                    | 9 lat                           | Justin Henry                                                  | 8 lat                        |

Z wyjątkiem dwóch wypadków, nagroda przyznawana jest za występ w jednym filmie. W 1929 i 1930 roku, aktorzy zostali nominowani za ich pracę w ponad jednym filmie.
Najliczniej nagrodzonym aktorem dotychczas jest Daniel Day-Lewis, który otrzymał 3 statuetki (1989, 2007 i 2012).
Natomiast dziewięciu mężczyzn wygrało Oscara dla najlepszego aktora pierwszoplanowego dwukrotnie; w kolejności chronologicznej byli to:
- Spencer Tracy (1937, 1938)
- Fredric March (1932, 1946)
- Gary Cooper (1941, 1952)
- Marlon Brando (1954, 1972)
- Dustin Hoffman (1979, 1988)
- Tom Hanks (1993, 1994)
- Jack Nicholson (1975, 1997)
- Sean Penn (2003, 2008)
- Anthony Hopkins (1991, 2020).

Spencer Tracy i Tom Hanks byli jedynymi zwycięzcami, którzy otrzymywali swoje nagrody dwa lata z rzędu.
Aktorzy, którzy otrzymali największą liczbę nominacji w tej kategorii to:
- Spencer Tracy i Laurence Olivier – 9 nominacji.
- Paul Newman, Jack Nicholson i Peter O’Toole – 8 nominacji.

Nicholson wygrał swoje statuetki w rekordowym odstępie czasowym – 22 latach. Nicholson oprócz 8 nominacji do Oscara dla najlepszego aktora pierwszoplanowego, otrzymał także 4 nominacje do Oscara dla najlepszego aktora drugoplanowego, co czyni go najczęściej nominowanym aktorem w historii Akademii.
Do O’Toole’a należy rekord w czasie, który minął od przyznania pierwszej i ostatniej nominacji – 44 lata, jego rekordem jest również liczba nominacji (8) bez wygrania statuetki.
Sześciu aktorów wygrało dwie nagrody – dla najlepszego aktora pierwszoplanowego oraz dla najlepszego aktora drugoplanowego. Byli to:
- Jack Lemmon
- Robert De Niro
- Jack Nicholson
- Gene Hackman
- Kevin Spacey
- Denzel Washington

W historii tej kategorii był tylko jeden „remis”. W 1932 roku, Fredric March prześcignął Wallace’a Beery’ego jednym głosem, jednak tego samego dnia Akademia zdecydowała, że obydwaj zdobędą nagrodę. Obecnie podwójne statuetki przyznawane są w wyjątkowych sytuacjach; takowa nie zdarzyła się nigdy więcej w kategorii najlepszego aktora pierwszoplanowego, ale miała miejsce w kategorii najlepszej aktorki pierwszoplanowej w 1968 roku.
Najmłodszym aktorem, który otrzymał statuetkę był Adrien Brody, który w wieku 29 lat wygrał rolą w Pianiście (2002). Najstarszym natomiast był Anthony Hopkins, który w wieku 83 lat otrzymał nagrodę za rolę w filmie Ojciec (2020). Jest jednocześnie najstarszym nominowanym w tej kategorii. Najmłodszym nominowanym w tej kategorii aktorem był Jackie Cooper, który mając 9 lat został nominowany za grę w filmie Skippy (1930/31).
Peter Finch i Heath Ledger jako jedyni otrzymali pośmiertnie statuetkę; poza nimi James Dean, Spencer Tracy i Massimo Troisi byli jedynymi nieżyjącymi aktorami nominowanymi do Oscara.
Dwóch zwycięzców odmówiło przyjęcia nagrody, byli to: George C. Scott za rolę w filmie Patton w 1970 (Scott odmówił również przyjęcia nominacji dla najlepszego drugoplanowego aktora za rolę w Bilardziście w 1961 roku) oraz Marlon Brando, kiedy wygrał swojego drugiego Oscara za Ojca chrzestnego w 1972 roku.

## Laureaci i nominowani

### 1920–1929[a]
- 1928 Emil Jannings – Ostatni rozkaz jako generał Dolgorucki / wielki książę Sergius Alexander i Niepotrzebny człowiek jako August Schilling
  - Richard Barthelmess – Pętla jako Nickie Elkins i The Patent Leather Kid jako Patent Leather Kid

- 1929 Warner Baxter – W starej Arizonie jako The Cisco Kid
  - George Bancroft – U wrót śmierci jako Jim Lang
  - Chester Morris – Alibi jako Chick Williams (Numer 1065)
  - Paul Muni – The Valiant jako James Dyke
  - Lewis Stone – Patriota jako hrabia Pahlen

### 1930–1939
- 1930 George Arliss – Disraeli jako Benjamin Disraeli
  - George Arliss – Zielona bogini jako Raja Rukh
  - Wallace Beery – Szary dom jako 'Machine Gun' Butch Schmidt
  - Maurice Chevalier – The Big Pond jako Pierre Mirande i Parada miłości jako hrabia Alfred Renard
  - Ronald Colman – Bulldog Drummond jako kapitan Hugh 'Bulldog' Drummond i Condemned jako Michel
  - Lawrence Tibbett – Pieśń skazańca jako Yegor

- 1931 Lionel Barrymore – Wolne dusze jako Stephen Ashe
  - Adolphe Menjou – Strona tytułowa jako Walter Burns
  - Jackie Cooper – Skippy jako Skippy Skinner
  - Richard Dix – Cimarron jako Yancey Cravat
  - Fredric March – Królewska rodzina Broadwayu jako Tony Cavendish

- 1932 Fredric March – Doktor Jekyll i pan Hyde jako doktor Jekyll i pan Hyde oraz Wallace Beery – Mistrz jako Champ
  - Alfred Lunt – The Guardsman jako aktor

- 1933 Charles Laughton – Prywatne życie Henryka VIII jako Henryk VIII Tudor
  - Leslie Howard – Berkeley Square jako Peter Standish
  - Paul Muni – Jestem zbiegiem jako James Allen

- 1934 Clark Gable – Ich noce jako Peter Warne
  - Frank Morgan – Sprawa Celliniego jako Alessandro de’ Medici
  - William Powell – W pogoni za cieniem jako Nick Charles

- 1935 Victor McLaglen – Potępieniec jako Gypo Nolan
  - Clark Gable – Bunt na Bounty jako Fletcher Christian
  - Charles Laughton – Bunt na Bounty jako William Bligh
  - Franchot Tone – Bunt na Bounty jako Byam

- 1936 Paul Muni – Pasteur jako Louis Pasteur
  - Gary Cooper – Pan z milionami jako Longfellow Deeds
  - Walter Huston – Dodsworth jako Sam Dodsworth
  - William Powell – Mój pan mąż jako Godfrey
  - Spencer Tracy – San Francisco jako Father Mullin

- 1937 Spencer Tracy – Bohaterowie morza jako Manuel
  - Charles Boyer – Pani Walewska jako Napoleon Bonaparte
  - Fredric March – Narodziny gwiazdy jako Norman Maine
  - Robert Montgomery – Noc musi zapaść jako Danny
  - Paul Muni – Życie Emila Zoli jako Émile Zola

- 1938 Spencer Tracy – Miasto chłopców jako Edward J. Flanagan
  - Charles Boyer – Algier jako Pepe le Moko
  - James Cagney – Aniołowie o brudnych twarzach jako Rocky Sullivan
  - Robert Donat – Złudzenia życia jako Andrew
  - Leslie Howard – Pigmalion jako profesor Henry Higgins

- 1939 Robert Donat – Żegnaj Chips jako Pan Chips
  - Laurence Olivier – Wichrowe wzgórza jako Heathcliff
  - Clark Gable – Przeminęło z wiatrem jako Rhett Butler
  - Mickey Rooney – Babes in Arms jako Mickey Moran
  - James Stewart – Pan Smith jedzie do Waszyngtonu jako Jefferson Smith

### 1940–1949
- 1940 James Stewart – Filadelfijska opowieść jako Macaulay Connor
  - Charlie Chaplin – Dyktator jako Adenoid Hynkel (dyktator Tomanii) / żydowski fryzjer
  - Henry Fonda – Grona gniewu jako Tom Joad
  - Raymond Massey – Abe Lincoln in Illinois jako Abraham Lincoln
  - Laurence Olivier – Rebeka jako Maxim de Winter

- 1941 Gary Cooper – Sierżant York jako sierżant Alvin York
  - Cary Grant – Ich dziecko jako Roger Adams
  - Walter Huston – Diabeł i Daniel Webster jako pan Scratch
  - Robert Montgomery – Awantura w zaświatach jako Joe Pendleton
  - Orson Welles – Obywatel Kane jako Charles Foster Kane

- 1942 James Cagney – Yankee Doodle Dandy jako George M. Cohan
  - Ronald Colman – Zagubione dni jako Charles Rainier
  - Gary Cooper – Duma Jankesów jako Lou Gehrig
  - Walter Pidgeon – Pani Miniver jako Clem Miniver
  - Monty Woolley – The Pied Piper jako Howard

- 1943 Paul Lukas – Straż nad Renem jako Kurt Muller
  - Humphrey Bogart – Casablanca jako Rick Blaine
  - Gary Cooper – Komu bije dzwon jako Robert Jordan
  - Walter Pidgeon – Curie-Skłodowska jako Piotr Curie
  - Mickey Rooney – Komedia ludzka jako Homer Macauley

- 1944 Bing Crosby – Idąc moją drogą jako ojciec Chuck O’Malley
  - Charles Boyer – Gasnący płomień jako Gregory Anton
  - Barry Fitzgerald – Idąc moją drogą jako ojciec Fitzgibbon
  - Cary Grant – Nic oprócz samotnego serca jako Ernie Mott
  - Alexander Knox – Wilson jako Woodrow Wilson

- 1945 Ray Milland – Stracony weekend jako Don Birnam
  - Bing Crosby – Dzwony Najświętszej Marii Panny jako ojciec Chuck O’Malley
  - Gene Kelly – Podnieść kotwicę jako Joseph Brady
  - Gregory Peck – Klucze królestwa jako ojciec Francis Chisolm
  - Cornel Wilde – Pamiętna pieśń jako Fryderyk Chopin

- 1946 Fredric March – Najlepsze lata naszego życia jako Al Stephenson
  - Laurence Olivier – Henryk V jako Henryk V, król Anglii
  - Larry Parks – The Jolson Story jako Al Jolson
  - Gregory Peck – Roczniak jako Penny Baxter
  - James Stewart – To wspaniałe życie jako George Bailey

- 1947 Ronald Colman – Podwójne życie jako Anthony John
  - John Garfield – Ostatnia runda jako Charley Davis
  - Gregory Peck – Dżentelmeńska umowa jako Philip Schuyler Green
  - Michael Redgrave – Żałoba przystoi Elektrze jako Orin Mannon
  - William Powell – Życie z ojcem jako Clarence „Ojciec” Day'

- 1948 Laurence Olivier – Hamlet jako Hamlet
  - Lew Ayres – Johnny Belinda jako doktor Robert Richardson
  - Montgomery Clift – Poszukiwania jako Ralph „Steve” Stevenson
  - Dan Dailey – When My Baby Smiles at Me jako Skid Johnson
  - Clifton Webb – Gosposia do wszystkiego jako Lynn Belvedere

- 1949 Broderick Crawford – Gubernator jako Willie Stark
  - Kirk Douglas – Champion jako Michael „Midge” Kelly
  - Gregory Peck – Z jasnego nieba jako generał Frank Savage
  - Richard Todd – Porywcze serce jako kapral Lachlan „Lachie” MacLachlan
  - John Wayne – Piaski Iwo Jimy jako sierżant John Stryker

### 1950–1959
- 1950 José Ferrer – Cyrano de Bergerac jako Cyrano de Bergerac
  - Louis Calhern – The Magnificent Yankee jako Oliver Wendell Holmes Jr
  - William Holden – Bulwar Zachodzącego Słońca jako Joe Gills
  - James Stewart – Harvey jako Elwood P. Dowt
  - Spencer Tracy – Ojciec panny młodej jako Stanley T. Banks

- 1951 Humphrey Bogart – Afrykańska królowa jako Charlie Alnut
  - Marlon Brando – Tramwaj zwany pożądaniem jako Stanley Kowalski
  - Montgomery Clift – Miejsce pod słońcem jako George Eastman
  - Arthur Kennedy – Bright Victory jako Larry Nevins
  - Fredric March – Śmierć komiwojażera jako Willy Loman

- 1952 Gary Cooper – W samo południe jako Will Kane
  - Marlon Brando – Viva Zapata! jako Emiliano Zapata
  - Kirk Douglas – Piękny i zły jako Jonathan Sields
  - José Ferrer – Moulin Rouge jako Henri de Toulouse-Lautrec / Hrabia Alphonse de Toulouse-Lautrec
  - Alec Guinness – Szajka z Lawendowego Wzgórza jako Henry „Dutch” Holland

- 1953 William Holden – Stalag 17 jako sierżant J.J. Sefton
  - Marlon Brando – Juliusz Cezar jako Marek Antoniusz
  - Richard Burton – Szata jako Marcellus Gallo
  - Montgomery Clift – Stąd do wieczności jako szeregowy Robert E. Lee „Prew” Prewitt
  - Burt Lancaster – Stąd do wieczności jako sierżant Milton Warden

- 1954 Marlon Brando – Na nabrzeżach jako Terry Malloy
  - Humphrey Bogart – Bunt na okręcie jako Philip Francis Queeg
  - Bing Crosby – Dziewczyna z prowincji jako Frank Elgin
  - James Mason – Narodziny gwiazdy jako Norman Maine
  - Dan O’Herlihy – Przygody Robinsona Crusoe jako Robinson Crusoe

- 1955 Ernest Borgnine – Marty jako Marty Piletti
  - James Cagney – Kochaj albo odejdź jako Martin Snyder
  - James Dean – Na wschód od Edenu jako Cal Trask
  - Frank Sinatra – Złotoręki jako Frankie Machine
  - Spencer Tracy – Czarny dzień w Black Rock jako John J. Macreedy

- 1956 Yul Brynner – Król i ja jako król Mongkut z Syjamu
  - James Dean – Olbrzym jako Jett Rink
  - Kirk Douglas – Pasja życia jako Vincent van Gogh
  - Rock Hudson – Olbrzym jako Bick Benedict
  - Laurence Olivier – Ryszard III jako Ryszard III York

- 1957 Alec Guinness – Most na rzece Kwai jako Podpułkownik Nicholson
  - Marlon Brando – Sayonara jako major Lloyd „Ace” Garber
  - Anthony Franciosa – Kapelusz pełen deszczu jako Polo Pope
  - Charles Laughton – Świadek oskarżenia jako sir Wilfrid Robarts
  - Anthony Quinn – Dziki jest wiatr jako Gino

- 1958 David Niven – Osobne stoliki jako major Angus Pollock
  - Tony Curtis – Ucieczka w kajdanach jako John „Joker” Jackson
  - Paul Newman – Kotka na gorącym blaszanym dachu jako Brick Pollitt
  - Sidney Poitier – Ucieczka w kajdanach jako Noah Cullen
  - Spencer Tracy – Stary człowiek i morze jako Santiago

- 1959 Charlton Heston – Ben-Hur jako Juda Ben-Hur
  - Laurence Harvey – Miejsce na górze jako Joe Lampton
  - Jack Lemmon – Pół żartem, pół serio jako Jerry / Daphne
  - Paul Muni – Ostatni z gniewnych jako doktor Sam Albelman
  - James Stewart – Anatomia morderstwa jako Paul Biegler

### 1960–1969
- 1960 Burt Lancaster – Elmer Gantry jako Elmer Gantry
  - Trevor Howard – Synowie i kochankowie jako Walter Morel
  - Jack Lemmon – Garsoniera jako C.C. Baxter
  - Laurence Olivier – Music-hall jako Archie Rice
  - Spencer Tracy – Kto sieje wiatr jako Clarence Darrow

- 1961 Maximilian Schell – Wyrok w Norymberdze jako Hans Rolfe
  - Charles Boyer – Fanny jako Fanny
  - Paul Newman – Bilardzista jako „Szybki” Eddie Felson
  - Spencer Tracy – Wyrok w Norymberdze jako sędzia Dan Haywood
  - Stuart Whitman – The Mark jako Jim Fuller

- 1962 Gregory Peck – Zabić drozda jako Atticus Finch
  - Burt Lancaster – Ptasznik z Alcatraz jako Robert Stroud
  - Jack Lemmon – Dni wina i róż jako Joa Clay
  - Marcello Mastroianni – Rozwód po włosku jako Ferdinando Cefalu
  - Peter O’Toole – Lawrence z Arabii jako Thomas Edward Lawrence

- 1963 Sidney Poitier – Polne lilie jako Homer Smith
  - Albert Finney – Przygody Toma Jonesa jako Tom Jones
  - Richard Harris – Sportowe życie jako Frank Machin
  - Rex Harrison – Kleopatra jako Gajusz Juliusz Cezar
  - Paul Newman – Hud, syn farmera jako Hud Bannon

- 1964 Rex Harrison – My Fair Lady jako Henry Higgins
  - Richard Burton – Becket jako Thomas Becket
  - Peter O’Toole – Becket jako Henryk II Plantagenet
  - Anthony Quinn – Grek Zorba jako Aleksis Zorba
  - Peter Sellers – Doktor Strangelove, czyli jak przestałem się martwić i pokochałem bombę jako kapitan Lionel Mendrake, Prezydent Merkin Muffey i Dr Strangelove

- 1965 Lee Marvin – Kasia Ballou jako Kid Sheelen i Tim Strawn
  - Richard Burton – Szpieg, który przyszedł z zimnej strefy jako Alec Leamas
  - Laurence Olivier – Otello jako Otello
  - Rod Steiger – Lombardzista jako Sol Nazerman
  - Oskar Werner – Statek szaleńców jako Willie Schumann

- 1966 Paul Scofield – Oto jest głowa zdrajcy jako Thomas More
  - Alan Arkin – Rosjanie nadchodzą jako pułkownik Rozarow
  - Richard Burton – Kto się boi Virginii Woolf? jako George
  - Michael Caine – Alfie jako Alfie
  - Steve McQueen – Ziarnka piasku jako Jake Holman

- 1967 Rod Steiger – W upalną noc jako Bill Gillespie
  - Warren Beatty – Bonnie i Clyde jako Clyde Barrow
  - Dustin Hoffman – Absolwent jako Benjamin Braddock
  - Paul Newman – Nieugięty Luke jako Luke Jackson
  - Spencer Tracy – Zgadnij, kto przyjdzie na obiad jako Matt Drayton

- 1968 Cliff Robertson – Charly jako Charly Gordon
  - Alan Arkin – Serce to samotny myśliwy jako John Singer
  - Alan Bates – Żyd Jakow jako Jakow Bok
  - Ron Moody – Oliver! jako Fagin
  - Peter O’Toole – Lew w zimie jako Henryk II Plantagenet

- 1969 John Wayne – Prawdziwe męstwo jako Reuben J. „Kogut” Cogburn
  - Richard Burton – Anna tysiąca dni jako Henryk VIII Tudor
  - Dustin Hoffman – Nocny kowboj jako Enrico „Enzo” Rizzo
  - Peter O’Toole – Do widzenia, panie Chips jako Arthur Chipping
  - Jon Voight – Nocny kowboj jako Joe Buck

### 1970–1979
- 1970 George C. Scott – Patton jako George Patton
  - Melvyn Douglas – Nigdy nie śpiewałem dla mojego ojca jako Tom Garrison
  - James Earl Jones – Wielka nadzieja białych jako Jack Johnson
  - Jack Nicholson – Pięć łatwych utworów jako Bobby Dupea
  - Ryan O’Neal – Love Story jako Oliver Barrett IV

- 1971 Gene Hackman – Francuski łącznik jako detektyw Jimmy „Popeye” Doyle
  - Peter Finch – Ta przeklęta niedziela jako Daniel Hirsh
  - Walter Matthau – Kotch jako Joseph P. Kotcher
  - George C. Scott – Szpital jako dr Herbert Bock
  - Topol – Skrzypek na dachu jako Tewie Mleczarz

- 1972 Marlon Brando – Ojciec chrzestny jako Vito Corleone
  - Michael Caine – Detektyw jako Milo Tindle
  - Laurence Olivier – Detektyw jako Andrew Wyke
  - Peter O’Toole – Wyższe sfery jako Jack Gurney
  - Paul Winfield – Sounder jako Nathan Lee Morgan

- 1973 Jack Lemmon – Ocalić tygrysa jako Harry Stoner
  - Marlon Brando – Ostatnie tango w Paryżu jako Paul
  - Jack Nicholson – Ostatnie zadanie jako Paul „Bad Ass” Buddusky
  - Al Pacino – Serpico jako Frank Serpico
  - Robert Redford – Żądło jako Johnny Hooker

- 1974 Art Carney – Harry i Tonto jako Harry Coombes
  - Albert Finney – Morderstwo w Orient Expressie jako Herkules Poirot
  - Dustin Hoffman – Lenny jako Lenny Bruce
  - Jack Nicholson – Chinatown jako Jake Gates
  - Al Pacino – Ojciec chrzestny II jako Michael Corleone

- 1975 Jack Nicholson – Lot nad kukułczym gniazdem jako Randall McMurphy
  - Walter Matthau – Promienni chłopcy jako Willy Clark
  - Al Pacino – Pieskie popołudnie jako Sonny Wortzik
  - Maximilian Schell – Człowiek w szklanej kabinie jako Arthur Goldman
  - James Whitmore – Give ’em Hell, Harry! jako Harry Truman

- 1976 Peter Finch – Sieć jako Howard Beale
  - Robert De Niro – Taksówkarz jako Travis Bickle
  - Giancarlo Giannini – Siedem piękności Pasqualino jako Pasqualino Frafuso
  - William Holden – Sieć jako Max Schumacher
  - Sylvester Stallone – Rocky jako Rocky Balboa

- 1977 Richard Dreyfuss – Dziewczyna na pożegnanie jako Elliot Garfield
  - Woody Allen – Annie Hall jako Alvy Singer
  - Richard Burton – Przybywa jeździec jako Martin Dysart
  - Marcello Mastroianni – Szczególny dzień jako Gabriele
  - John Travolta – Gorączka sobotniej nocy jako Tony Manero

- 1978 Jon Voight – Powrót do domu jako Luke Martin
  - Warren Beatty – Niebiosa mogą zaczekać jako Joe Pendleton
  - Gary Busey – The Buddy Holly Story jako Buddy Holly
  - Robert De Niro – Łowca jeleni jako Michael Vronsky
  - Laurence Olivier – Chłopcy z Brazylii jako Ezra Lieberman

- 1979 Dustin Hoffman – Sprawa Kramerów jako Ted Kramer
  - Jack Lemmon – Chiński syndrom jako Jack Godell
  - Al Pacino – ...i sprawiedliwość dla wszystkich jako Arthur Kirkland
  - Roy Scheider – Cały ten zgiełk jako Joe Gideon
  - Peter Sellers – Wystarczy być jako Chance

### 1980–1989
- 1980 Robert De Niro – Wściekły Byk jako Jake La Motta
  - Robert Duvall – Wielki Santini jako Lieutenant Colonel Bull Meechum
  - John Hurt – Człowiek słoń jako Joseph Merrick
  - Jack Lemmon – Haracz jako Scottie Templeton
  - Peter O’Toole – Kaskader z przypadku jako Eli Cross

- 1981 Henry Fonda – Nad złotym stawem jako Norman Thayer
  - Warren Beatty – Czerwoni jako John Reed
  - Burt Lancaster – Atlantic City jako Lou Pascal
  - Dudley Moore – Artur jako Arthur Bach
  - Paul Newman – Bez złych intencji jako Michael Colin Gallagher

- 1982 Ben Kingsley – Gandhi jako Mahatma Gandhi
  - Dustin Hoffman – Tootsie jako Michael Dorsey / Dorothy Michaels
  - Jack Lemmon – Zaginiony jako Ed Horman
  - Paul Newman – Werdykt jako Frank Galvin
  - Peter O’Toole – Mój najlepszy rok jako Alan Swann

- 1983 Robert Duvall – Pod czułą kontrolą jako Mac Sledge
  - Michael Caine – Edukacja Rity jako dr Frank Bryant
  - Tom Conti – Reuben, Reuben jako Gowan McGland
  - Tom Courtenay – Garderobiany jako Norman
  - Albert Finney – Garderobiany jako Sir

- 1984 F. Murray Abraham – Amadeusz jako Antonio Salieri
  - Jeff Bridges – Gwiezdny przybysz jako Starman
  - Albert Finney – Pod wulkanem jako Geoffrey Firmin
  - Tom Hulce – Amadeusz jako Wolfgang Amadeus Mozart
  - Sam Waterston – Pola śmierci jako Sydney Schanberg

- 1985 William Hurt – Pocałunek kobiety pająka jako Luis Molina
  - Harrison Ford – Świadek jako detektyw John Book
  - James Garner – Romans Murphy’ego jako Murphy Jones
  - Jack Nicholson – Honor Prizzich jako Charley Partanna
  - Jon Voight – Uciekający pociąg jako Oscar 'Manny' Manheim

- 1986 Paul Newman – Kolor pieniędzy jako Szybki Eddie Felson
  - Dexter Gordon – Około północy jako Dale Turner
  - Bob Hoskins – Mona Lisa jako George
  - William Hurt – Dzieci gorszego boga jako James Leeds
  - James Woods – Salwador jako Richard Boyle

- 1987 Michael Douglas – Wall Street jako Gordon Gekko
  - William Hurt – Telepasja jako Tom Grunick
  - Marcello Mastroianni – Oczy czarne jako Romano
  - Jack Nicholson – Chwasty jako Francis Phelan
  - Robin Williams – Good Morning, Vietnam jako Adrian Cronauer

- 1988 Dustin Hoffman – Rain Man jako Raymond Babbitt
  - Gene Hackman – Missisipi w ogniu jako agent Rupert Anderson
  - Tom Hanks – Duży jako Josh Baskin
  - Edward James Olmos – Wszystko albo nic jako Jaime Escalante
  - Max von Sydow – Pelle zwycięzca jako Lassefar

- 1989 Daniel Day-Lewis – Moja lewa stopa jako Christy Brown
  - Kenneth Branagh – Henryk V jako Henryk V Lancaster
  - Tom Cruise – Urodzony 4 lipca jako Ron Kovic
  - Morgan Freeman – Wożąc panią Daisy jako Hoke Colburn
  - Robin Williams – Stowarzyszenie Umarłych Poetów jako John Keating

### 1990–1999
- 1990 Jeremy Irons – Druga prawda jako Claus von Bülow
  - Kevin Costner – Tańczący z wilkami jako porucznik John J. Dunbar
  - Robert De Niro – Przebudzenia jako Leonard Lowe
  - Gérard Depardieu – Cyrano de Bergerac jako Cyrano de Bergerac
  - Richard Harris – Pole jako 'Bull' McCabe

- 1991 Anthony Hopkins – Milczenie owiec jako Hannibal Lecter
  - Warren Beatty – Bugsy jako Bugsy Siegel
  - Robert De Niro – Przylądek strachu jako Max Cady
  - Nick Nolte – Książę przypływów jako Tom Wingo
  - Robin Williams – Fisher King jako Parry

- 1992 Al Pacino – Zapach kobiety jako Frank Slade
  - Robert Downey Jr. – Chaplin jako Charlie Chaplin
  - Clint Eastwood – Bez przebaczenia jako William 'Bill' Munny
  - Stephen Rea – Gra pozorów jako Fergus
  - Denzel Washington – Malcolm X jako Malcolm X

- 1993 Tom Hanks – Filadelfia jako Andrew Beckett
  - Daniel Day-Lewis – W imię ojca jako Gerry Conlon
  - Laurence Fishburne – Tina jako Ike Turner
  - Anthony Hopkins – Okruchy dnia jako James Stevens
  - Liam Neeson – Lista Schindlera jako Oskar Schindler

- 1994 Tom Hanks – Forrest Gump jako Forrest Gump
  - Morgan Freeman – Skazani na Shawshank jako Ellis Boyd 'Red' Redding
  - Nigel Hawthorne – Szaleństwo króla Jerzego jako Jerzy III Hanowerski
  - Paul Newman – Naiwniak jako Sully Sullivan
  - John Travolta – Pulp Fiction jako Vincent Vega

- 1995 Nicolas Cage – Zostawić Las Vegas jako Ben Sanderson
  - Richard Dreyfuss – Symfonia życia jako Glenn Holland
  - Anthony Hopkins – Nixon jako Richard Nixon
  - Sean Penn – Przed egzekucją jako Matthew Poncelet
  - Massimo Troisi – Listonosz jako Mario Ruoppolo

- 1996 Geoffrey Rush – Blask jako David Helfgott
  - Tom Cruise – Jerry Maguire jako Jerry Maguire
  - Ralph Fiennes – Angielski pacjent jako Laszlo de Almásy
  - Woody Harrelson – Skandalista Larry Flynt jako Larry Flynt
  - Billy Bob Thornton – Blizny przeszłości jako Karl Childers

- 1997 Jack Nicholson – Lepiej być nie może jako Melvin Udall
  - Matt Damon – Buntownik z wyboru jako Will Hunting
  - Robert Duvall – Apostoł jako Euliss 'Sonny' Dewey
  - Peter Fonda – Złoto Uleego jako Ulysses 'Ulee' Jackson
  - Dustin Hoffman – Fakty i akty jako Stanley Motss

- 1998 Roberto Benigni – Życie jest piękne jako Guido Orefice
  - Tom Hanks – Szeregowiec Ryan jako kapitan John H. Miller
  - Ian McKellen – Bogowie i potwory jako James Whale
  - Nick Nolte – Prywatne piekło jako Wade Whitehouse
  - Edward Norton – Więzień nienawiści jako Derek Vinyard

- 1999 Kevin Spacey – American Beauty jako Lester Burnham
  - Russell Crowe – Informator jako Jeffrey Wigand
  - Richard Farnsworth – Prosta historia jako Alvin Straight
  - Sean Penn – Słodki drań jako Emmet Ray
  - Denzel Washington – Huragan jako Rubin Carter

### 2000–2009
- 2000 Russell Crowe – Gladiator jako Maximus Decimus Meridius
  - Javier Bardem – Zanim zapadnie noc jako Reinaldo Arenas
  - Tom Hanks – Cast Away: Poza światem jako Chuck Noland
  - Ed Harris – Pollock jako Jackson Pollock
  - Geoffrey Rush – Zatrute pióro jako Markiz de Sade

- 2001 Denzel Washington – Dzień próby jako Alonzo Harris
  - Russell Crowe – Piękny umysł jako John Nash Jr.
  - Sean Penn – Jestem Sam jako Sam Dawson
  - Will Smith – Ali jako Muhammad Ali
  - Tom Wilkinson – Za drzwiami sypialni jako Matt Fowler

- 2002 Adrien Brody – Pianista jako Władysław Szpilman
  - Nicolas Cage – Adaptacja jako Charlie Kaufman / Donald Kaufman
  - Michael Caine – Spokojny Amerykanin jako Thomas Fowler
  - Daniel Day-Lewis – Gangi Nowego Jorku jako William „Bill Rzeźnik” Cutting
  - Jack Nicholson – Schmidt jako Warren R. Schmidt

- 2003 Sean Penn – Rzeka tajemnic jako Jimmy Markum
  - Johnny Depp – Piraci z Karaibów: Klątwa Czarnej Perły jako kapitan Jack Sparrow
  - Ben Kingsley – Dom z piasku i mgły jako pułkownik Massoud Behrani
  - Jude Law – Wzgórze nadziei jako Inman
  - Bill Murray – Między słowami jako Bob Harris

- 2004 Jamie Foxx – Ray jako Ray Charles
  - Don Cheadle – Hotel Ruanda jako Paul Rusesabagina
  - Johnny Depp – Marzyciel jako sir James Matthew Barrie
  - Leonardo DiCaprio – Aviator jako Howard Hughes
  - Clint Eastwood – Za wszelką cenę jako Frankie Dunn

- 2005 Philip Seymour Hoffman – Capote jako Truman Capote
  - Terrence Howard – Hustle & Flow jako Djay
  - Heath Ledger – Tajemnica Brokeback Mountain jako Ennis Del Mar
  - Joaquin Phoenix – Spacer po linie jako Johnny Cash
  - David Strathairn – Good Night and Good Luck jako Edward R. Murrow

- 2006 Forest Whitaker – Ostatni król Szkocji jako Idi Amin
  - Leonardo DiCaprio – Krwawy diament jako Danny Archer
  - Ryan Gosling – Szkolny chwyt jako Dan Dunne
  - Peter O’Toole – Venus jako Maurice
  - Will Smith – W pogoni za szczęściem jako Chris Gardner

- 2007 Daniel Day-Lewis – Aż poleje się krew jako Daniel Plainview
  - George Clooney – Michael Clayton jako Michael Clayton
  - Johnny Depp – Sweeney Todd: Demoniczny golibroda z Fleet Street jako Sweeney Todd
  - Tommy Lee Jones – W dolinie Elah jako Hank Deerfield
  - Viggo Mortensen – Wschodnie obietnice jako Nikołaj Łużyn

- 2008 Sean Penn – Obywatel Milk jako Harvey Milk
  - Richard Jenkins – Spotkanie jako Walter Wale
  - Frank Langella – Frost/Nixon jako Richard Nixon
  - Brad Pitt – Ciekawy przypadek Benjamina Buttona jako Benjamin Button
  - Mickey Rourke – Zapaśnik jako Randy Robinson

- 2009 Jeff Bridges – Szalone serce jako Bad Blake
  - George Clooney – W chmurach jako Ryan Bingham
  - Colin Firth – Samotny mężczyzna jako George Falconer
  - Morgan Freeman – Invictus – Niepokonany jako Nelson Mandela
  - Jeremy Renner – The Hurt Locker. W pułapce wojny jako sierżant William James

### 2010–2019
- 2010 Colin Firth – Jak zostać królem jako Król Jerzy VI
  - Javier Bardem – Biutiful jako Uxbal
  - Jeff Bridges – Prawdziwe męstwo jako Reuben J. „Kogut” Cogburn
  - Jesse Eisenberg – The Social Network jako Mark Zuckerberg
  - James Franco – 127 godzin jako Aron Ralston

- 2011 Jean Dujardin – Artysta jako George Valentin
  - Demián Bichir – Lepsze życie jako Carlos Galindo
  - George Clooney – Spadkobiercy jako Matt King
  - Gary Oldman – Szpieg jako George Smiley
  - Brad Pitt – Moneyball jako Billy Beane

- 2012 Daniel Day-Lewis – Lincoln jako Abraham Lincoln
  - Bradley Cooper – Poradnik pozytywnego myślenia jako Pat Solitano jr.
  - Hugh Jackman – Les Misérables. Nędznicy jako Jean Valjean
  - Joaquin Phoenix – Mistrz jako Freddie Quell
  - Denzel Washington – Lot jako kapitan William 'Whip' Whitaker

- 2013 Matthew McConaughey – Witaj w klubie jako Ron Woodroof
  - Christian Bale – American Hustle jako Irving Rosenfeld
  - Bruce Dern – Nebraska jako Woody Grant
  - Leonardo DiCaprio – Wilk z Wall Street jako Jordan Belfort
  - Chiwetel Ejiofor – Zniewolony. 12 Years a Slave jako Solomon Northup

- 2014 Eddie Redmayne − Teoria wszystkiego jako Stephen Hawking
  - Steve Carell − Foxcatcher jako John Eleuthère du Pont
  - Bradley Cooper − Snajper jako Chris Kyle
  - Benedict Cumberbatch − Gra tajemnic jako Alan Turing
  - Michael Keaton − Birdman jako Riggan Thomson / Birdman

- 2015 Leonardo DiCaprio − Zjawa jako Hugh Glass
  - Bryan Cranston − Trumbo jako Dalton Trumbo
  - Matt Damon − Marsjanin jako Mark Watney
  - Michael Fassbender − Steve Jobs jako Steve Jobs
  - Eddie Redmayne − Dziewczyna z portretu jako Einar Wegener / Lili Elbe

- 2016 Casey Affleck – Manchester by the Sea jako Lee Chandrel
  - Andrew Garfield – Przełęcz ocalonych jako Desmond Doss
  - Ryan Gosling – La La Land jako Sebastian
  - Viggo Mortensen – Captain Fantastic jako Ben
  - Denzel Washington – Płoty jako Troy Maxson

- 2017 Gary Oldman – Czas mroku jako Winston Churchill
  - Timothée Chalamet – Tamte dni, tamte noce jako Elio Perlman
  - Daniel Day-Lewis – Nić widmo jako Reynolds Woodcock
  - Daniel Kaluuya – Uciekaj! jako Chris Washington
  - Denzel Washington – Roman J. Israel, Esq. jako Roman J. Israel

- 2018 Rami Malek – Bohemian Rhapsody jako Freddie Mercury
  - Christian Bale – Vice jako Dick Cheney
  - Bradley Cooper – Narodziny gwiazdy jako Jackson „Jack” Maine
  - Willem Dafoe – Van Gogh. U bram wieczności jako Vincent van Gogh
  - Viggo Mortensen – Green Book jako Frank „Tony Lip” Vallelonga

- 2019 Joaquin Phoenix – Joker jako Arthur Fleck/Joker
  - Antonio Banderas – Ból i blask jako Salvador Mallo
  - Leonardo DiCaprio – Pewnego razu... w Hollywood jako Rick Dalton
  - Adam Driver – Historia małżeńska  jako Charlie
  - Jonathan Pryce – Dwóch papieży jako Franciszek

### 2020–2029
- 2020 Anthony Hopkins – Ojciec jako Anthony
  - Riz Ahmed – Dźwięk metalu jako Ruben Stone
  - Chadwick Boseman – Ma Rainey: Matka Bluesa jako Leeve Green
  - Gary Oldman – Mank jako Herman J. Mankiewicz
  - Steven Yeun – Minari jako Jacob

- 2021 Will Smith – King Richard: Zwycięska rodzina jako Richard Williams
  - Javier Bardem – Lucy i Desi jako Desi Arnaz
  - Benedict Cumberbatch – Psie pazury jako Phil Burbank
  - Andrew Garfield – Tick, tick... Boom! jako Jonathan Larson
  - Denzel Washington – Tragedia Makbeta jako Makbet[1]

- 2022 Brendan Fraser – Wieloryb jako Charlie
  - Austin Butler – Elvis jako Elvis Presley
  - Colin Farrell – Duchy Inisherin jako Pádraic Súilleabháin
  - Paul Mescal – Aftersun jako Calum Paterson
  - Bill Nighy – Życie jako Rodney Williams[2]

- 2023 Cillian Murphy  – Oppenheimer jako Robert Oppenheimer
  - Bradley Cooper – Maestro(inne języki) jako Leonard Bernstein
  - Colman Domingo(inne języki) – Rustin(inne języki) jako Bayard Rustin
  - Paul Giamatti – Przesilenie zimowe jako Paul Hunham
  - Jeffrey Wright – Amerykańska fikcja(inne języki) jako Thelonious „Monk” Ellison[3]

- 2024 Adrien Brody  – The Brutalist jako László Tóth
  - Timothée Chalamet – Kompletnie nieznany(inne języki) jako Bob Dylan
  - Colman Domingo(inne języki) – Sing Sing(inne języki) jako John „Divine G” Whitfield
  - Ralph Fiennes – Konklawe jako kardynał Thomas Lawrence
  - Sebastian Stan – Wybraniec(inne języki) jako Donald Trump[4]